# Martha Wallner
Martha Wallner (Bécs, 1927. március 28. – 2018. március 21.) osztrák színésznő.

## Élete és pályafutása
Bécsben tanult színészetet. A második világháború után 1948-ig a linzi színház tagja volt. 1949-ben a bécsi Volkstheaterbe kellett szerződnie. Az 1950-es évektől a Burgtheater tagja volt és rendszeresen játszott a Salzburgi Ünnepi Játékokon is. Az 1960-as években többször szerepelt az osztrák és a német televízióban az irodalmi filmek adaptációiban illetve az osztrák rádióban rádiójátékok mesélőjeként.
Életműve elismeréseként a Kammerschauspieler címmel díjazta az osztrák elnök. Férje Erich Auer (1923–2004) színész volt.

## Filmjei
- Liebesprobe (1949)
- Utolsó felvonás (Der letzte Akt) (1955)
- Jedermann (1958, tv-film)
- Die Straße (1958)
- Ein Mond für die Beladenen (1961, tv-film)
- In Ewigkeit Amen (1961, tv-film)
- Der Wittiber (1962, tv-film)
- Anatol (1962, tv-film)
- Elektra (1963, tv-film)
- Alles gerettet (1963, tv-film)
- Hotel du Commerce (1963, tv-film)
- Das Band (1963, tv-film)
- Wetterleuchten (1964, tv-film)
- Tote ohne Begräbnis (1964, tv-film)
- Der Auswanderer (1967, tv-film)
- Das Missverständliche im Leben des Herrn Knöbel (1968, tv-film)
- A kastély (Das Schloß) (1968)
- An Einzeltischen (1968, tv-film)
- Langeweile (1969, tv-film)
- Der Kurier der Kaiserin (1971, tv-sorozat, egy epizódban)
- Der Hauptmann (1971, tv-film)
- Geschäfte mit Plückhahn (1971, tv-film)
- A felügyelő (Der Kommissar) (1971, tv-sorozat, egy epizódban)
- Les aventures du capitaine Luckner (1971, tv-sorozat)
- Elisabeth Kaiserin von Österreich (1972, tv-film)
- Novellen aus dem wilden Westen (1972, tv-sorozat)
- Hiob (1978, tv-film)
- Mesél a bécsi erdő (Geschichten aus dem Wienerwald) (1979)